# Alana DiMaria
Alana DiMaria (* in New York City, New York) ist eine US-amerikanische Schauspielerin und Filmproduzentin.

## Leben
Ab 1998 studierte DiMaria Schauspiel am Marymount Manhattan College. Sie beendete 2002 ihr Schauspielstudium mit dem Bachelor of Fine Arts. 2009 verkörperte sie die größere Rolle der Madison Ryan im Science-Fiction-Film Transmorphers 3 – Der dunkle Mond vom Filmstudio The Asylum. 2011 spielte sie die weibliche Hauptrolle der Ida im Kurzfilm Hollywood Forever. Dieser wurde unter anderen am 30. März 2012 auf dem Phoenix Film Festival gezeigt. 2014 war sie in der Nebenrolle der Lisa im Spielfilm Way Down in Chinatown zu sehen.
Als Filmproduzentin war DiMaria 2016 am Kurzfilm Coda und 2017 an der Dokumentation Speak Your Truth sowie am Kurzfilm Honeypot beteiligt. Seit 2022 produziert sie die Fernsehserie Murder Under the Friday Night Lights.

## Filmografie (Auswahl)

### Schauspiel
- 2007: Para-Normal (Kurzfilm)
- 2008: Goyband
- 2009: Tools 4 Fools (Kurzfilm)
- 2009: Transmorphers 3 – Der dunkle Mond (Transmorphers: Fall of Man)
- 2009: Thanks for Dying
- 2011: Hollywood Forever (Kurzfilm)
- 2012: Empty Rooms
- 2014: Way Down in Chinatown

### Produktion
- 2016: Coda (Kurzfilm)
- 2017: Speak Your Truth (Dokumentation)
- 2017: Honeypot (Kurzfilm)
- seit 2022: Murder Under the Friday Night Lights (Fernsehserie)